# Intercostal interno
El intercostal interno es un músculo ancho que reviste la forma del espacio intercostal. Se inserta en el borde medial del surco costal por arriba y en el borde superior de la costilla subyacente. 
Está situado por dentro del músculo intercostal externo (detrás), y del músculo intercostal medio (adelante). Sus fibras son oblicuas abajo y atrás. Se extiende desde la vecindad de la articulación condro esternal por delante, al ángulo costal posterior por detrás.
Una lámina fibroconjuntiva llena el espacio comprendido entre los músculos intercostales que contiene:
- La arteria y la vena intercostales situada en el surco subcostal.
- El nervio intercostal situado más abajo.
- Una arteriola supracostal que sigue el borde superior de la costilla.
- Nodos linfáticos intercostales.

El resto de las arterias, las venas y el nervio intercostal se distribuyen en los músculos intercostales. Emiten también perforantes para los planos más superficiales del tórax. Arterias y venas se anastomosan directamente en vasos idénticos provenientes de la arteria y de la vena torácicas mamarias internas.

## Relaciones musculares
Dependiendo de la situación del espacio interno, se distinguen: 
- Una cara superficial posterior, lateral y anterior
- Una cara profunda separada de la pleura por la fascia endotorácica.

En situación de reposo la inspiración es producida principalmente por la contracción del músculo diafragma (y otros músculos inspiratorios como los intercostales externos) y la espiración se produce de forma pasiva debida a la relajación de los mismos. 
Sin embargo, cuando realizamos ejercicio, necesitamos movilizar más aire para abastecer de oxígeno al cuerpo, por lo que entran en juego otros músculos auxiliares. Estos serían el ECOM (esternocleidomastoideo) o los escalenos en la inspiración y los abdominales, pectorales e intercostales internos (siendo esta su principal función), en la espiración.